# يو إف سي 107
يو إف سي 107: بن ضد سانشيز (بالإنجليزية: UFC 107: Penn vs. Sanchez)‏ هو حدث لفنون القتال المختلطة نظمته يو إف سي، أُقيم في 12 ديسمبر 2009، على فيديكس فوروم في ممفيس، تينيسي، الولايات المتحدة.